# تيم غريف
تيم غريف (بالنرويجية البوكمول: Tim Greve)‏ هو محرر ومؤرخ ودبلوماسي وصحفي نرويجي، ولد في 20 فبراير 1928 في برغن في النرويج، وتوفي في 27 أبريل 1986 في أوسلو في النرويج بسبب سرطان.